# Zračne snage Sjedinjenih Američkih Država
Zračne snage Sjedinjenih Američkih Država (eng. United States Air Force; USAF) grana je Oružanih snaga SAD-a za borbena djelovanja u zračnom prostoru i iz zračnog prostora po ciljevima na kopnu i moru. Kao zasebna grana formirana je 18. rujna 1947., dotad je djelovala u sklopu Vojske (U.S. Army).

## Vanjske poveznice
- (en) Službene stranice USAF